# 阿根廷红虾

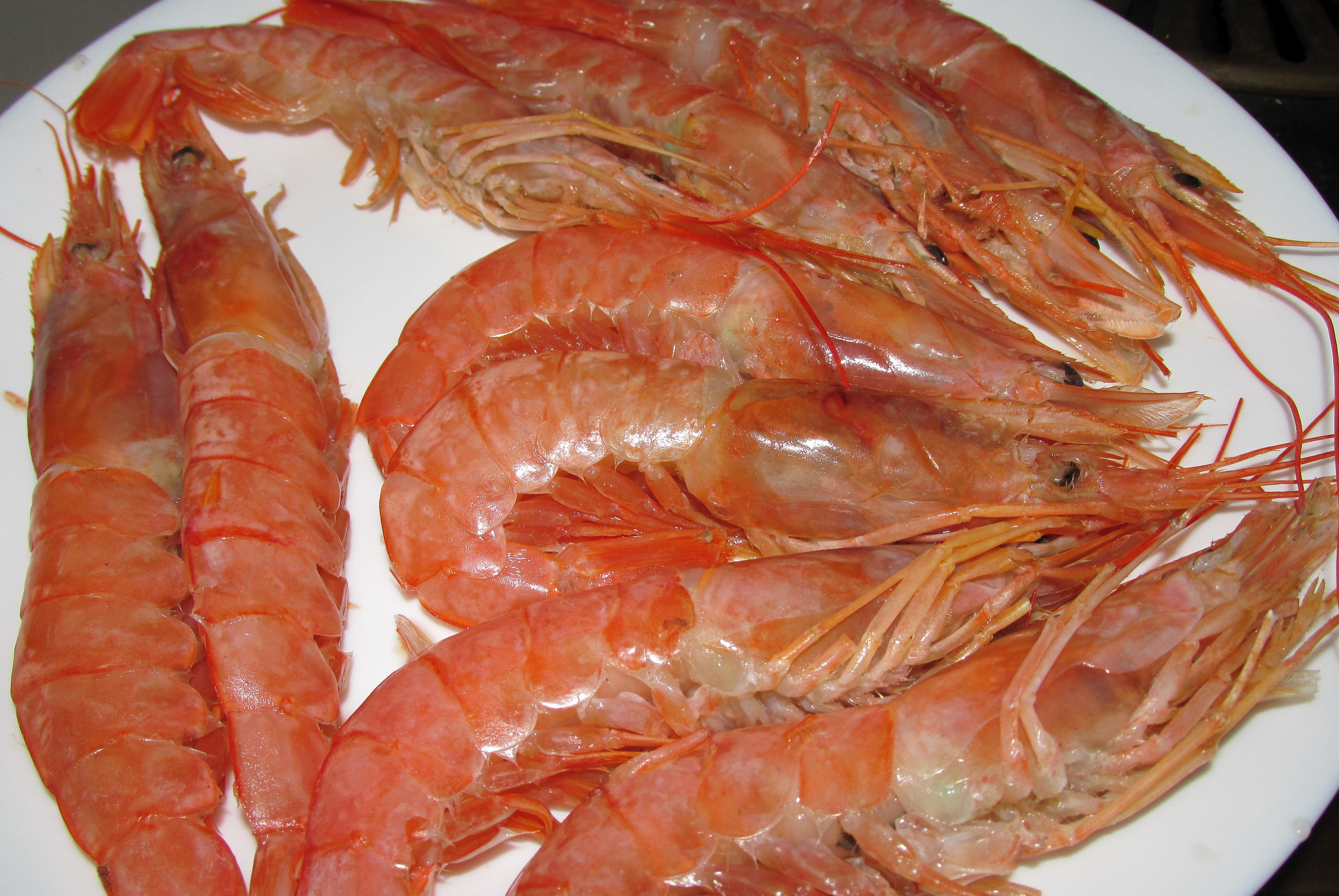
阿根廷红虾

阿根廷红虾又叫天使红虾，产自南美洲阿根廷南部深海，是一种野生虾，体型約有15-20公分、75克，全身紅色。

## 捕捞
一般采用船冻方式，捕捞後立即以零下20度以下的方式冷凍保存、运输。

## 食用
- 在解凍後用牙签去除蝦背上的腸線。